# Brusarosco
La Brusarosco è una fra le più antiche aziende conciarie di Arzignano; le sue origini risalgono al 1834.

## Storia
La conceria Brusarosco inizia le sue attività ad Arzignano nel 1834 sotto la guida di Francesco Brusarosco. Inizialmente l'attività era circoscritta alla produzione per il consumo rurale. La lavorazione dei corami forti per la confezione di suole e cinghie richiedeva un procedimento molto lungo, secondo il sistema della "concia in fossa".
Con il figlio di Francesco, Luigi Brusarosco (1845-1909) la conceria cominciò a manifestare segni di avanzamento. Ad Arzignano si concentravano le filande, aumentava la popolazione e si articolava maggiormente il contesto socio-economico. Luigi Brusarosco curava i mercati locali, recandosi regolarmente con il proprio carro di pelli a Crespadoro nell'alta valle. Alla conceria affiancò il negozio, vendendovi anche le casare, specie di mattonelle ottenute dall' compressione di residui delle scorze concianti e dei legni tintori, come combustibile domestico. Nella vita privata, il Brusarosco riproduceva i comportamenti della borghesi imprenditoriale in ascesa. I legami parenti acquisiti attraverso il matrimonio con Eloisa Zuffellato allargarono l'ambito delle relazioni con la possidenza più dinamica, il mondo degli affari e della banca e, attraverso meccanismi di cooptazione e mutuo sostegno sociale, stimolarono l'intraprendenza economica.
Nel 1884 Luigi Brusarosco entrò nel consiglio della Banca popolare di Arzignano e vi rimase fino alla morte.
Luigi Brusarosco disegnò per i figli prospettive diverse. I primi due avrebbero guidato lo sviluppo dell'azienda sulla base di un'adeguata formazione tecnica e preparazione "sul campo"; ad essi sarebbe spettato non solo gestire la fabbrica, ma anche consolidare l'insieme dei rapporti sociali stabiliti. Al primogenito Francesco Brusarosco (1886-1959), in particolare affidò i compiti più delicati garantendogli un'istruzione specializzata presso la scuola conciaria di Torino. Nella ditta, lo avrebbe affiancato il fratello Antonio (1889-1957). I figli più giovani - Ferruccio (1895-1917) e Gino (1897-?) - sarebbero stati avviati a studi di ingegneria e medicina.
Quando venne l'ora di scegliere il marchio, evocando celebri modelli della potente industria tedesca, furono adottati i "Tre Anelli", a rappresentare simbolicamente, dopo la dirigenza unica del fondatore, il trio del padre Luigi e dei figli Francesco e Antonio.
Il cuoio da suola teneva il mercato; la qualità del prodotto, notevolmente migliorata, era ormai vicina a quella delle fabbriche piemontesi e ligure. Alla Brusarosco, il giovane Francesco metteva a frutto la preparazione tecnica acquisita. La fabbrica venne ristrutturata ed ampliata, furono acquistate macchine moderne dalla Société badoise de costructions mécaniques di Durlach, vasche e nuove botti da concia di fabbricazione locale. Il rinnovamento e potenziamento tecnologico della Brusarosco s'intensificò durante la prima guerra mondiale, nonostante le difficoltà negli approvvigionamenti di materia prima dall'estero e nei rifornimenti degli estratti per la concia, l'alto prezzo dei noli e gli inserimenti del cambio. Le massicce richieste dell'esercito mantennero fortemente attiva l'azienda. Nel 1920, la discesa dei prezzi aprì una fase di crisi. La caduta dei consumi provocò ribassi anche del 50-65%. Secondo testimonianze di parte operaia alla Brusarosco il lavoro era regolare, lo straordinario era tutto retribuito, i diritti dei lavoratori meglio garantiti. La produzione di cuoio da suola smerciato nelle regioni vicine e adatto alle esigenze del consumo locale fece sì che anche nei momenti di crisi non si verificassero se non transitorie riduzioni di lavoro. I Brusarosco proseguirono nella lenta, ma continua espansione dell'azienda intorno all'antico nucleo che s'affacciava su Corso Matteotti, un graduale sviluppo nella prima area di insediamento proseguito senza soluzione di continuità per oltre tre decenni.
Scomparso in età ancora attiva Luigi Brusarosco, le redini dell'azienda restarono in mano di Francesco ed Antonio. Il più giovane fratello Ferruccio, tenente degli alpini del Battaglione Adamello, morì travolto da una valanga al Monte Corno di Nota di Val di Ledro nel 1917, mentre tentava di soccorrere i commilitoni rimasti sepolti sotto la neve.
Nel triennio 1923-25 la conceria arzignanese crebbe sulla spinta della domanda di cuoio da suola e da tomaia e di pelli al cromo. La produzione aumentò superando le difficoltà frapposte dalle frequenti variazioni dei cambi che, aumentando i prezzi delle pelli esotiche, rendevano necessario non assumere forniture a lunga scadenza e per grossi quantitativi per non subire poi perdite dovute alla differenza di prezzo ed al gioco speculativo. In questo periodo, i ritmi produttivi si mntennero soddisfacenti grazie ai perfezionamento tecnici e della diversificazione dei prodotti. Le pelli di vacchetta per tomaia e quelle di cammello per foderame venivano ora trattate regolarmente al cromo. Si introdussero botti e macchine sempre più moderne, sfruttando il vapore e l'energia elettrica.
Il 27 ottobre 1936 Francesco Brusarosco fu nominato Cavaliere dell'Ordine della Corona d'Italia quale presidente del sindacato provinciale Industriali Conciari in Arzignano, dal re Vittorio Emanuele III di Savoia, Benito Mussolini e Paolo Thaon di Revel.
Nel 1938 Giuseppe Meneghini, appartenente ad una delle più antiche dinastie conciarie vicentine, con origini già dal '700 ed operativi ad Arzignano già dall'inizio dell'800, divenne socio con funzioni di responsabile chimico, portando con sé la propria esclusiva conoscenza ed esperienza relativa alla concia al cromo da lui applicata per primo ad Arzignano e forse nell'intero territorio italiano già dal 1923. 
Con lui si unirono i propri operai specializzati Luigi Giordani (addetto a spaccare), Giuseppe Bertoldi (a rasare) e Giuseppe Fochesato (a palizzare).
Le due famiglie erano legate da parentela avendo l'omonimo nonno di Giuseppe, sposato una Pulcheria Brusarosco.
Si può considerare questa operazione una fra le prime unioni societarie costituite anche con apporto di quello che oggi viene definito "knowhow".
Da questa unione anche la Conceria Brusarosco ebbe la possibilità di convertirsi verso l'innovativa concia al cromo.
Dopo queste due famiglie la concia al cromo si sviluppò, dopo la seconda guerra mondiale, nell'intero comparto produttivo di Arzignano permettendo allo stesso di trasformarsi da artiganale ad industriale.